# Westelijke Langstraat
De Westelijke Langstraat is een natuurgebied in de gemeente Waalwijk (provincie Noord-Brabant), gelegen tussen Waalwijk en Waspik. Het hele gebied ligt in Sprang-Capelle op een paar uitlopers in Kaatsheuvel na. 

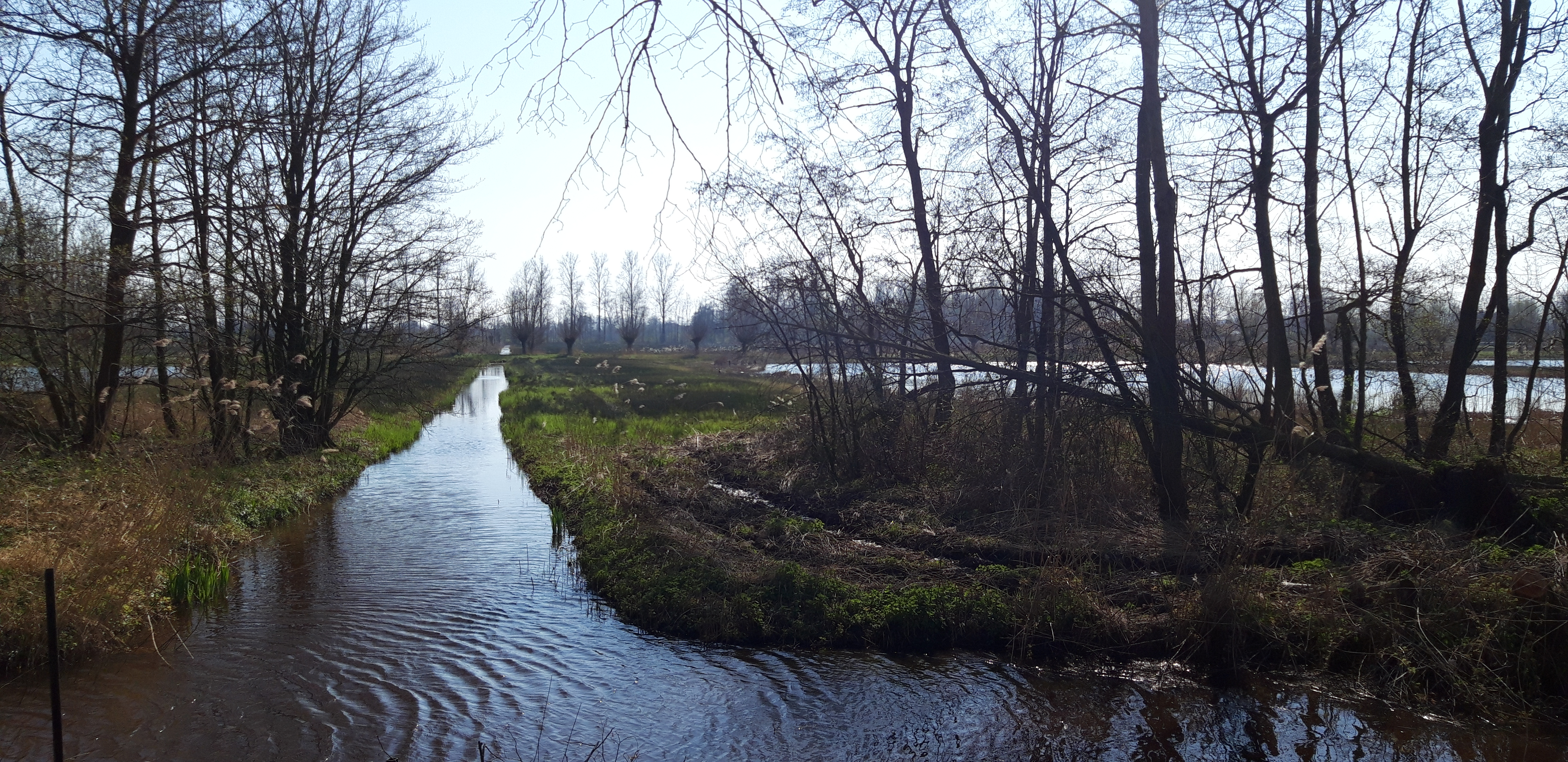
De Westelijke Langstraat is een Natura-2000 gebied op de grens van de zandgronden, het rivierengebied en zeekleigronden

Het gebied ligt in de binnenpolder van Capelle en de binnenpolder van Sprang. De zuidgrens wordt gevormd door het Halve Zolen Pad, de noordgrens door het Zuiderafwateringskanaal en de A59. Het gebied bestaat uit vochtige weilanden en broekbossen. Staatsbosbeheer bezit 342 ha van dit gebied.
Een deel van de Naad van Brabant loopt in oost-westelijke richting door dit gebied, en het is de hier optredende kwel die verantwoordelijk is voor de bijzondere plantengroei. Het gebied is zowel natuur- als cultuurhistorisch van belang. Hier en daar is het slagenlandschap nog aanwezig, dat tussen 1100 en 1300 is aangelegd. Aan de randen van de percelen werd zwarte els en wilg geplant. Er zijn verder vochtige weiden en struwelen, moerasjes, veenputten en bosjes. Ook bevindt zich een eendenkooi in het gebied. In 1465 werd de Winterdijk aangelegd, die het veengebied tegen het water van de Maas moest beschermen.

## Flora en fauna
De Westelijke Langstraat (zonder Westelijke in de naam) is op 4 mei 2013 aangewezen als Natura 2000-gebied, o.a. op grond van het voorkomen van de gele zegge en de grote modderkruiper. De gele zegge komt slechts op drie plaatsen in Nederland voor. De Naad van Brabant is een der belangrijkste leefgebieden voor de grote modderkruiper. Tot de fauna kan voorts worden gerekend de kleine modderkruiper, de bittervoorn en de heikikker.
De flora wordt verder gekenmerkt door waterviolier, Spaanse ruiter, slangenwortel, beenbreek, welriekende nachtorchis, bosbies, teer guichelheil, snavelzegge, moeraszegge, moeraswespenorchis, rietorchis, stijve moerasweegbree, stijve ogentroost, rode ogentroost, kleverige ogentroost, dennenwolfsklauw, moeraskartelblad, moeraswolfsklauw, zeegroene zegge, blauwe zegge, paddenrus en kale vrouwenmantel. Op de voedselarme bodems zijn ook drie soorten vleesetende planten aanwezig, te weten: kleine zonnedauw, ronde zonnedauw en groot blaasjeskruid. Daar vindt men tevens moeraswespenorchis, blaaszegge en veenreukgras. Langs de voormalige spoorlijn vindt men nog: klimopwaterranonkel, rossig fonteinkruid, waterviolier, krabbenscheer, glanzig fonteinkruid, aarvederkruid, zwanenbloem, heelblaadjes en dotterbloem. Er komen in totaal 50 plantensoorten voor die op de Rode Lijst staan.

#### Beschrijving door Ministerie LNV
- Uitgebreide gebiedsbeschrijving van het Ministerie van Landbouw, Natuur en Voedselkwaliteit.

## Toekomstig beheer
In de jaren 80 van de vorige eeuw heeft nog een ruilverkaveling plaatsgevonden en is er ook op andere wijzen van schaalvergroting sprake geweest. Veel kwel wordt tegenwoordig via het Zuiderafwateringskanaal afgevoerd, waardoor het gebied droger is geworden en de plantengroei is verarmd. Er worden maatregelen om dit tegen te gaan, zoals verhoging van het waterpeil en afgraving van de bouwvoor. Men wil bereiken dat vochtige schraalgraslanden, droge heischrale graslanden en dotterbloemhooilanden zich herstellen.